# 北門町 (臺南市)
北門町，為台灣日治時期台南州台南市之行政區，包含舊街名大北門、竹巷口、市仔頭。

## 名稱
1916年（大正5年）規劃町名改正時，原擬名「北門町」，因臺灣府城大北門得名。臺南廳審查後並未更改，以此名呈報總督府，同年11月3日公告、1919年（大正8年）4月1日正式實施。

## 町內設施
- 臺南驛
- 日東商船組台南支店
- 臺灣總督府專賣局臺南支局臺南出張所
- 西華堂
- 日本陸軍臺南偕行社
- 大北門（1915年拆除）
- 北門陸橋（今小東路地下道）
- 臺南公園
- 臺南中學校（今國立臺南第二高級中學）